# 559 Nanon
Nanon (asteroide 559) é um asteroide da cintura principal com um diâmetro de 79,82 quilómetros, a 2,53779924 UA. Possui uma excentricidade de 0,06432377 e um período orbital de 1 631,5 dias (4,47 anos).
Nanon tem uma velocidade orbital média de 18,08534982 km/s e uma inclinação de 9,31054006º.
Esse asteroide foi descoberto em 8 de Março de 1905 por Max Wolf.